# José Boterín
José Boterín Becerra (Bellavista, Callao, 1798 - Lima, 3 de agosto de 1869) fue un marino peruano que luchó en el bando patriota durante la guerra de independencia y luego sirvió a los primeros gobiernos republicanos del Perú. Se le recuerda por haber sido el que tomó el mando de la flota peruana tras la muerte del vicealmirante Jorge Martín Guise durante la toma de Guayaquil de 1828; y por haber comandado de 1856 a 1857 la fragata Amazonas, a bordo de la cual realizó un largo viaje dando la vuelta al mundo.

## Biografía
Hijo de Gregorio Boterín y de María Teresa Becerra. Tras estudiar en la Escuela Real Náutica de Lima, sirvió en la marina colombiana durante la fase final de la guerra de la independencia del Perú. Como teniente de navío al mando de la Pichincha, participó en el segundo sitio del Callao, de fines de 1824 hasta principios de 1826, que constituyó el último episodio de dicha guerra. Dejó el servicio naval colombiano en noviembre de 1827 y fue admitido en el peruano en marzo siguiente, embarcándose en la Presidente.
Durante la Guerra grancolombo-peruana estuvo bajo el mando del vicealmirante Jorge Martín Guise y cooperó en el bloqueo de Guayaquil al mando de la corbeta Libertad. Con el auxilio del bergantín Congreso y la fragata Macedonia, extendió el bloqueo hasta Panamá. Cuando culminaba victoriosamente el combate contra las baterías de Guayaquil murió Guise herido por una de las últimas balas del enemigo, el 24 de noviembre de 1828, por lo que Boterín asumió el mando de la escuadra peruana en su calidad de comandante de la fragata Libertad. Desde su posición, estableció entendimiento con los insurgentes que operaban en la región del Daule y obtuvo la entrega de la plaza de Guayaquil.
Firmada la paz con la Gran Colombia, Boterín respaldó al gobierno del general Agustín Gamarra (1829-1833). En 1835 se sumó a la revolución del general Felipe Santiago Salaverry, quien lo nombró jefe de la escuadra. Ascendió a capitán de fragata efectivo. 
Tras el triunfo del general Andrés de Santa Cruz y la instauración de la Confederación Perú Boliviana, fue desterrado por el gobierno del general Luis José de Orbegoso, junto con otros marinos, como el chileno Carlos García del Postigo (1836).

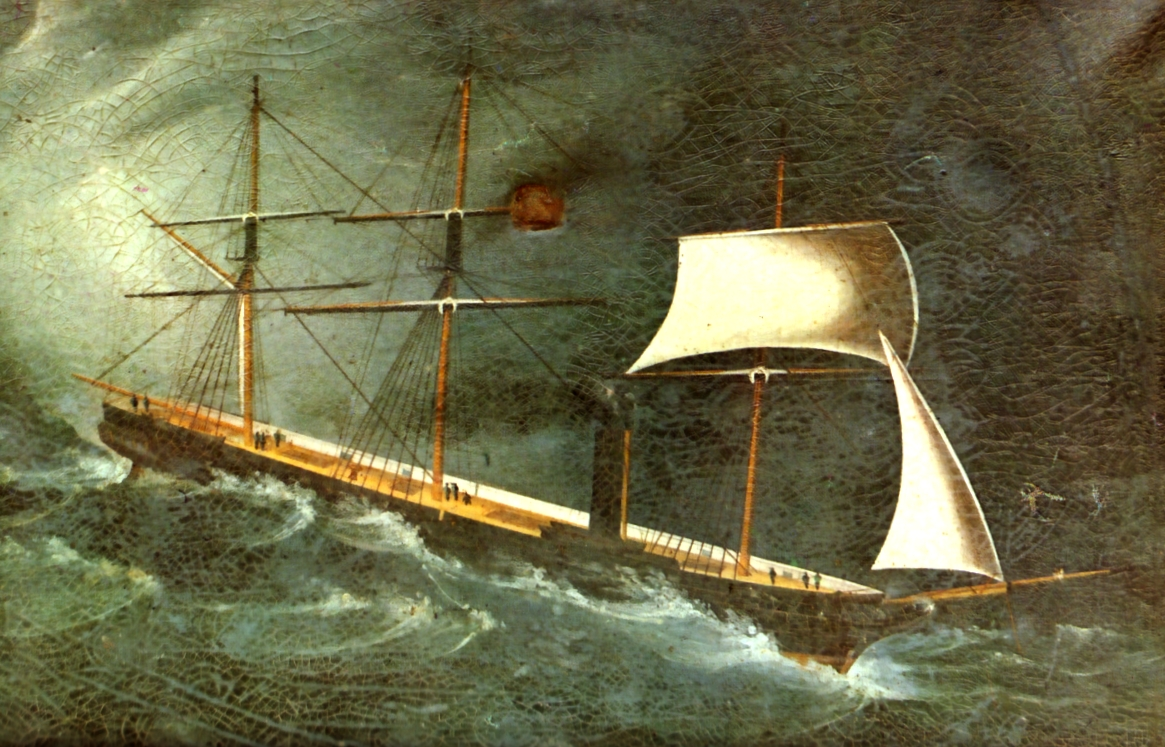
La fragata Amazonas.

Retornó con la Primera Expedición Restauradora peruano-chilena, la misma que en Paucarpata capituló ante las fuerzas peruano-bolivianas dirigidas por Santa Cruz, en 1837. Volvió en 1838 con la Segunda Expedición Restauradora, que dirigieran los generales Bulnes y Gamarra; este último le confió la capitanía general de la escuadra. 
Durante el primer gobierno de Ramón Castilla fue capitán del puerto de Paita (1849-1850). Ascendido a capitán de navío, comandó la fragata Amazonas y, llevando a bordo un grupo de guardiamarinas a quienes debía instruir, emprendió la hazaña de dar la vuelta al mundo. Partió del Callao el 26 de octubre de 1856, cruzó el Pacífico, bordeó la costa de China, cruzó el estrecho de Singapur, llegó a Calcuta donde permaneció cuatro meses en reparaciones; luego circunnavegó la costa oriental y sur de África, dobló el Cabo de Buena Esperanza, se dirigió al norte, arribó a la isla de Santa Elena, pasó cerca de las islas Azores, hasta llegar a Europa, anclando en Londres. Allí Boterín fue relevado por el contralmirante Ignacio Mariátegui y Tellería, pues se temió que de regreso al Perú se uniera a la revolución de Manuel Ignacio de Vivanco. La fragata continuó su viaje hacia América del Sur; bordeó el continente hasta doblar el estrecho de Magallanes, y continuó hacia las costas de Chile, llegando finalmente al Callao el 29 de mayo de 1858. Navegó más de 40.000 millas en 308 días y permaneció 272 días en puerto.
De regreso al Callao en febrero de 1858, Boterín permaneció en el retiro y sin colocación hasta su muerte. Su primera esposa fue Juliana Capelo. En segundas nupcias se casó con Clara Galván.